# قمری-کوکو
قمری-کوکو (نام علمی: Macropygia) نام یک سرده از تیره کبوتران است.

## گونه‌ها
- قمری‌کوکوی نواری (Macropygia unchall)
- قمری‌کوکوی آندامان (Macropygia rufipennis)
- قمری‌کوکوی فیلیپینی (Macropygia tenuirostris)
- قمری‌کوکوی گلگون (Macropygia emiliana)
- قمری‌کوکوی نوک‌باریک (Macropygia amboinensis)
- Bar-necked cuckoo-dove (Macropygia magna)
- قمری‌کوکوی کوچک (Macropygia ruficeps)
- قمری‌کوکوی دم‌نواری (Macropygia nigrirostris)
- قمری‌کوکوی مکین‌لی (Macropygia mackinlayi)

منقرض‌شده:
- †قمری‌کوکوی هواهاین (Macropygia arevarevauupa) از Huahine در جزایر انجمن پلی‌نزی فرانسه
- †قمری‌کوکوی مارکساس (Macropygia heana) from the جزایر مارکیز